# Tomàs Garcés
Tomàs Garcés i Miravet, né à Barcelone le 9 octobre 1901 et mort dans cette même ville le 16 novembre 1993, est un juriste, poète, traducteur, journaliste et universitaire catalan.
Il fut professeur à l'Université de Toulouse pendant la guerre d'Espagne.

## Biographie
Tomàs Garcés est le fils de Buenaventura Garcés Bermejo, originaire de Paredes de Sigüenza, et de Maria Miravet, d'une famille de Tremp.
Jeune, il est l'ami de Joan Salvat-Papasseit dont l'œuvre le marque profondément. Il étudie le droit, la philosophie et les lettres à l'Université de Barcelone.
Lorsqu'éclate la guerre d'Espagne, en 1936, il doit s'exiler en France. Il s'installe à Toulouse où il devient professeur d'espagnol, à l'université, ainsi qu'au lycée d'Albi. De ce côté des Pyrénées, il se rapproche d'un autre poète de langue catalane, Joseph-Sébastien Pons.
Il ne revient en Catalogne qu'en 1947 et se consacre à son métier d'avocat. Il passe son temps libre dans le village de la Selva de Mar où la famille se retrouve l'été. Ce village est une source d'inspiration pour lui,.
Il fonde la revue Mar Vella  et collabore également aux journaux La Publicitat (sous le pseudonyme de Ship-Boy), Ariel, Serra d'Or, Revista de Catalunya, entre autres.
Il est l'un des fondateurs des Quaderns de Poesia.
Il est considéré comme étant « le poète catalan de la chanson », par son style de vers courts et de strophes régulières qui le rapprochent de Federico García Lorca et de Rafael Alberti. D'ailleurs, ses poèmes furent mis en musique par Eduard Toldrà et Xavier Gols.

## Distinctions
- Croix de Saint-Georges (1981)
- Médaille d'Or du Mérite Artistique de la Ville de Barcelone (1992)
- Prix d'Honneur des Lettres Catalanes (1993)